# Copa Centro-Oeste 2002
La Copa Centro-Oeste 2002 è stata la 4ª ed ultima edizione della Copa Centro-Oeste.

## Formula
Nella prima fase, le squadre partecipanti hanno disputato la fase a gironi, consistente in un unico gruppo di otto squadre. Le prime quattro classificate di tale gruppo sono state ammesse alla seconda fase, che ha decretato la vincitrice del torneo. Il club vincitore ottiene un posto per la Copa dos Campeões 2002.

## Partecipanti
| Stato              | Squadra (Città)                   |
| ------------------ | --------------------------------- |
| Distretto Federale | Brasiliense (Taguatinga)          |
| Distretto Federale | Gama (Gama)                       |
| Espírito Santo     | Serra (Serra)                     |
| Goiás              | Goiás (Goiânia)                   |
| Goiás              | Vila Nova (Goiânia)               |
| Mato Grosso        | Juventude-MT (Primavera do Leste) |
| Mato Grosso do Sul | Comercial-MS (Campo Grande)       |
| Tocantins          | Palmas (Palmas)                   |

## Risultati

### Fase a gironi
|  | Pos. | Squadra      | Pt | G  | V  | N | P | GF | GS | DR  |
|  | ---- | ------------ | -- | -- | -- | - | - | -- | -- | --- |
|  | 1.   | Goiás        | 32 | 14 | 10 | 2 | 2 | 32 | 16 | +16 |
|  | 2.   | Gama         | 30 | 14 | 9  | 3 | 2 | 27 | 9  | +18 |
|  | 3.   | Comercial-MS | 21 | 14 | 6  | 3 | 5 | 19 | 19 | 0   |
|  | 4.   | Vila Nova    | 21 | 14 | 5  | 6 | 3 | 28 | 25 | +3  |
|  | 5.   | Brasiliense  | 16 | 14 | 5  | 1 | 8 | 22 | 18 | +4  |
|  | 6.   | Juventude-MT | 14 | 14 | 4  | 2 | 8 | 19 | 32 | -13 |
|  | 7.   | Palmas       | 14 | 14 | 4  | 2 | 8 | 18 | 31 | -13 |
|  | 8.   | Serra        | 9  | 14 | 2  | 3 | 9 | 19 | 34 | -15 |

Legenda:
      Ammessa alla fase finale.
Note:
Tre punti a vittoria, uno a pareggio, zero a sconfitta.

### Fase finale

#### Semifinali
| Squadra 1    | Totale | Squadra 2 | Andata | Ritorno |
| ------------ | ------ | --------- | ------ | ------- |
| Vila Nova    | 4 – 4  | Goiás     | 1 – 0  | 3 – 4   |
| Comercial-MS | 2 – 6  | Gama      | 0 – 4  | 2 – 2   |

#### Finale
| Squadra 1 | Totale | Squadra 2 | Andata | Ritorno |
| --------- | ------ | --------- | ------ | ------- |
| Gama      | 4 – 5  | Goiás     | 3 – 2  | 0 – 3   |